# Рованіемен (стадіон)
«Рованіемен кескускентта» (фін. Rovaniemen keskuskenttä) — багатофункціональний стадіон у місті Рованіемі, Фінляндія, домашня арена ФК «РоПС».
Стадіон побудований та відкритий 1953 року. У 2008 році обладнаний системою освітлення. 2009 року природний газон замінений на штучний із системою обігріву. У ході реконструкції 2014—2015 років споруджено нову основну трибуну, де розміщено всі підтрибунні приміщення. Дві трибунни мають потужність 2 800 глядачів, з яких 2000 на основній трибуні та 800 — на другій. Загальна потужність арени зі стоячими місцями становить більше 5 000 глядачів. Стадіон обладнаний біговими доріжками.